# Elof Lindström
Karl Elof Lindström (ur. 17 grudnia 1897 w Eksjö, zm. 29 listopada 1988 tamże) – szwedzki lekkoatleta, oszczepnik.
Podczas igrzysk olimpijskich w 1920 zajął 13. miejsce w konkursie rzutu oszczepem.
Jego brat – Gunnar także był lekkoatletą, srebrnym medalistą olimpijskim w rzucie oszczepem (1924).

## Rekordy życiowe
- Rzut oszczepem – 57,68 (1927)